# Meesterklasse 2007/08
In der Meesterklasse 2007/08 wurde die 85. niederländische Mannschaftsmeisterschaft im Schach ausgespielt. Niederländischer Mannschaftsmeister wurde die Hilversums Schaakgenootschap.
Zu den gemeldeten Mannschaftskader siehe Mannschaftskader der Meesterklasse 2007/08.

## Spieltermine
Die Wettkämpfe wurden ausgetragen am 15. September, 6. Oktober, 3. und 24. November, 15. Dezember 2007, 9. Februar, 8. und 29. März und 17. Mai 2008. 

## Saisonverlauf
Die Hilversums Schaakgenootschap war eine Klasse für sich und gewann alle Wettkämpfe. Der Titelverteidiger hotels.nl/Groningen konnte nur zu Saisonbeginn mithalten und musste sich am Ende mit dem dritten Platz begnügen. Aus der Klasse 1 waren HWP Sas van Gent und die zweite Mannschaft der Leidsch Schaakgenootschap aufgestiegen. Beide Aufsteiger stiegen direkt wieder ab.

## Abschlusstabelle
| Pl.  | Verein                                       | Sp | G | U | V | MP   | Brett-P.  |
| ---- | -------------------------------------------- | -- | - | - | - | ---- | --------- |
| 01.  | Hilversums Schaakgenootschap                 | 9  | 9 | 0 | 0 | 18:0 | 67,0:23,0 |
| 02.  | Schrijvers Rotterdam                         | 9  | 6 | 2 | 1 | 14:4 | 53,5:36,5 |
| 03.  | hotels.nl/Groningen (M)                      | 9  | 5 | 2 | 2 | 12:6 | 47,5:42,5 |
| 04.  | HMC Calder                                   | 9  | 5 | 0 | 4 | 10:8 | 45,5:44,5 |
| 05.  | ESGOO Enschede                               | 9  | 4 | 2 | 3 | 10:8 | 45,0:45,0 |
| 06.  | Leidsch Schaakgenootschap I. Mannschaft      | 9  | 3 | 2 | 4 | 8:10 | 46,0:44,0 |
| 07.  | Utrecht                                      | 9  | 3 | 2 | 4 | 8:10 | 42,5:47,5 |
| 08.  | Homburg Apeldoorn                            | 9  | 3 | 1 | 5 | 7:11 | 44,5:45,5 |
| 09.  | HWP Sas van Gent (N)                         | 9  | 1 | 1 | 7 | 3:15 | 35,5:54,5 |
| 010. | Leidsch Schaakgenootschap II. Mannschaft (N) | 9  | 0 | 0 | 9 | 0:18 | 23,0:67,0 |

## Entscheidungen
|     | Niederländischer Mannschaftsmeister: Hilversums Schaakgenootschap                     |
|     | Absteiger in die Klasse 1: HWP Sas van Gent, Leidsch Schaakgenootschap II. Mannschaft |
| (M) | Meister der letzten Saison                                                            |
| (N) | Aufsteiger der letzten Saison                                                         |

## Kreuztabelle
| Ergebnisse | Ergebnisse                               | 01. | 02. | 03. | 04. | 05. | 06. | 07. | 08. | 09. | 010. |
| ---------- | ---------------------------------------- | --- | --- | --- | --- | --- | --- | --- | --- | --- | ---- |
| 01.        | Hilversums Schaakgenootschap             |     | 6   | 7½  | 7   | 7½  | 6   | 7½  | 8½  | 7   | 10   |
| 02.        | Schrijvers Rotterdam                     | 4   |     | 5   | 7   | 6   | 7½  | 5   | 5½  | 7½  | 6    |
| 03.        | hotels.nl/Groningen                      | 2½  | 5   |     | 4½  | 5½  | 5   | 7   | 6   | 5½  | 6½   |
| 04.        | HMC Calder                               | 3   | 3   | 5½  |     | 4½  | 3   | 6½  | 5½  | 7   | 7½   |
| 05.        | ESGOO Enschede                           | 2½  | 4   | 4½  | 5½  |     | 5½  | 5½  | 5   | 5   | 7½   |
| 06.        | Leidsch Schaakgenootschap I. Mannschaft  | 4   | 2½  | 5   | 7   | 4½  |     | 5   | 4   | 6½  | 7½   |
| 07.        | Utrecht                                  | 2½  | 5   | 3   | 3½  | 4½  | 5   |     | 5½  | 5½  | 8    |
| 08.        | Homburg Apeldoorn                        | 1½  | 4½  | 4   | 4½  | 5   | 6   | 4½  |     | 7½  | 7    |
| 09.        | HWP Sas van Gent                         | 3   | 2½  | 4½  | 3   | 5   | 3½  | 4½  | 2½  |     | 7    |
| 10.        | Leidsch Schaakgenootschap II. Mannschaft | 0   | 4   | 3½  | 2½  | 2½  | 2½  | 2   | 3   | 3   |      |

## Die Meistermannschaft
| 1.            | Hilversums SG |
| Schachfiguren | Magnus Carlsen, Loek van Wely, Predrag Nikolić, Yasser Seirawan, Daniël Stellwagen, Erwin l’Ami, Friso Nijboer, Vladimir Chuchelov, Jan Smeets, Ruud Janssen, Jop Delemarre, Wouter Spoelman, Dennis de Vreugt, Henk Vedder, Wieb Zagema. |